# Сыгель, Эндель Янович
Эндель Янович Сыгель (эст. Endel Sõgel, 17 июня 1922, Вастселийна, Вырумаа — 7 декабря 1998, Таллин) — эстонский советский литературовед. Заслуженный деятель науки Эстонской ССР (1970). Лауреат Литературной премии Эстонской ССР имени Юхана Смуула (1973).

## Биография
Родился 17 июня 1922 года в Вастселийне (Вырумаа). 
Учился в Петсерийской гимназии (1935–1940, не окончил).
Член ВКП(б) с 1940.
Участник Великой Отечественной войны. 
По окончании войны вёл комсомольскую и партийную работу. Начал печататься в 1947 году. В 1955 году окончил Таллинский педагогический институт.
Кандидат филологических наук (1962)
С 1968 года — директор Института языка и литературы АН Эстонской ССР. Главный редактор «Истории эстонской литературы» («Eesti kirjanduse ajalugu», т. 1—3, 1965—1969). Учёный секретарь Советского комитета финноугроведов (с 1971).
Лауреат Литературной премии Эстонской ССР имени Юхана Смуула (1973).
Умер 7 декабря 1998 года в Таллине.